# اسدیه (میاندشت)
اسدیه روستایی در دهستان میاندشت بخش مرکزی شهرستان درمیان استان خراسان جنوبی ایران است. بر پایه سرشماری عمومی نفوس و مسکن در سال ۱۳۹۰ جمعیت این روستا ۲۶ نفر (در ۸ خانوار) بوده‌است.